# صدى بابل
 صدى بابل  هي صحيفة أسسها يوسف غنيمة مع داؤد صليوا في بغداد عام 1909م، كانت من أول الصحف العراقية وقد كانت تصدر في كل يوم جمعة حتى نهاية الحرب العالمية الأولى.